# Ченнайский метрополитен
Метрополите́н Ченнаи (там. சென்னை மெட்ரோ ரயில்) — скоростная транспортная система Ченнаи. Управляется компанией Chennai Metro Rail Limited (CMRL).

## История
Первый участок метрополитена в Ченнаи открыто 29 июня 2015 года.

## Технические детали
Согласно первоначальному проекту состоял из двух линий, на которых располагаются 45 станций, большая часть из них будут подземными. После утверждения проекта расширения первой линии количество надземных и подземных станций сравнялось. Общая протяжённость линий составляет более 45 км. На всех станциях установлены платформенные раздвижные двери.